# Kais Nashef
Kais Nashif es un actor israelí, conocido internacionalmente por protagonizar la película Paradise Now.

## Películas
- Paradise Now (2005)
- Alenbi Romance (2005)
- The Nativity Story (2006)
- Djihad! (2006) (TV)
- AmericanEast (2007)
- Parashat Ha-Shavua (24 episodios, 2006–2008)
- Body of Lies  (2008)
- Winds of Sand (2008)
- Denn die Seele ist in deiner Hand (2009) (TV)

## Premios y distinciones
Festival Internacional de Cine de Venecia
| Año  | Categoría                | Trabajo nominado | Resultado |
| ---- | ------------------------ | ---------------- | --------- |
| 2018 | Horizontes - Mejor actor | Tel Aviv On Fire | Ganador   |